# Myrcinus aspera
Myrcinus aspera är en bönsyrseart som beskrevs av Carl Stål 1877. Myrcinus aspera ingår i släktet Myrcinus och familjen Mantidae. Inga underarter finns listade i Catalogue of Life.